# Il cacciatore di squali
Il cacciatore di squali è un film del 1979, diretto da Enzo G. Castellari.

## Trama
Mike Di Donato, un italo-americano dal passato misterioso, conduce una vita solitaria in un'anonima isola dei mari tropicali con Juanita, una donna del posto.  Conosciuto dalla gente del villaggio come "Il cacciatore di squali" a causa della sua insolita politica di autosostentamento, la caccia dei pericolosissimi predatori marini, da cui la compagna ricava oggetti di piccolo artigianato per il mercato locale.
Tutto apparentemente normale, fino a quando compaiono gli uomini di una non ben identificata "organizzazione" alla ricerca di un irraggiungibile bottino di cento milioni di dollari. Mike sarebbe l'unico in grado di recuperarlo, ma non è assolutamente intenzionato a collaborare.

## Produzione
Il film è stato girato nell'isola di Cozumel vicino alla costa del Messico.

## Distribuzione

### Data di uscita
Il film è stato distribuito nei cinema italiani il 24 dicembre 1979.

### Edizioni home video
Il film non ha mai avuto una distribuzione in Italia, né in VHS né in DVD. La VHS uscì nei primi anni '80 all'estero in due edizioni con audio italiano destinate al mercato locale delle comunità immigrate, in Svizzera per la CBC e negli USA per la IVP. Il dvd del film è stato distribuito invece, sempre negli USA, solo all'interno di un cofanetto di venti film chiamato "Grindhouse Experience, Vol. 2" uscito nel 2007. Il film è presentato col titolo The Shark Hunter.